# ديفيد هاردي
ديفيد هاردي (2 أغسطس 1877 - 22 يناير 1951)  (بالإنجليزية: David Hardy)‏ هو لاعب كريكت بريطاني (وحمل سابقاً جنسية المملكة المتحدة لبريطانيا العظمى وأيرلندا).